# Klézse
Klézse (románul Cleja) község Romániában, Bákó megyében, a Klézse patak mentén, Bákótól 18 km-re délre. A központhoz kapcsolódó településrészek Alexandrina (nyugatról) és Buda (keletről), továbbá hozzá tartoznak Somoska (Somușca) és Pokolpatak (Valea Mică) falvak. A mára összenőtt településrészek lakosainak száma 6864 (2002), túlnyomó részük római katolikus vallású déli és székelyes csángó. Több csángó szervezet székhelye, 2001 óta – a hivatalok erős ellenállását leküzdve – iskolában is oktatják a magyar nyelvet.

## Története
Először 1638-ban említik, a Székelyföldről kivándorolt székelyek alapították.

## Demográfia
- 2011-ben a község 6621 lakosából 182 fő (2,75%) vallotta magát magyar anyanyelvűnek.[2]

## Látnivalók
- Klézsén 2 templom van, mindkettő római katolikus, valamint egy a Somoska faluban is, szintén római katolikus (mivel Klézse községben összesen 8 nem csángó család él)

## Híres emberek
Itt születtek:
- Duma-István András csángó költő
- Itt szolgált 40 évig Petrás Incze János páter. A levelezései Döbrentei Gáborral megjelentek a "Petrás" nevű című könyvben.
- Demse Ádám volt a leghíresebb Szeret menti keptárkészítő mester,  keptár = díszes képekkel irha  mellény
- Istók Antal Márton, klézsei polgármester. Neki köszönhető a Somoskai magyar iskolaépítésnek a kezdeményezése. A környékbeli legnagyobb csángó méhész.
- Duma György moldvai magyar képviselő a bukaresti parlamentben, a magyar népi szövetség részéről.

Itt élnek:
- Hodorog András hagyományőrző furulyás, mesemondó, népművelő.
- “Legedi” László István hagyományőrző a fúvós hangszereken, furulya és tánc oktató.